# NGC 7473
NGC 7473 (другие обозначения — PGC 70373, UGC 12335, MCG 5-54-30, ZWG 496.38) — линзообразная галактика (SB0) в созвездии Пегас.
Этот объект входит в число перечисленных в оригинальной редакции «Нового общего каталога».